# جوینک
جوینک، روستایی از توابع بخش رودبار شهرستان شهرستان قزوین در استان قزوین ایران است. این روستا از جهت گردشگری بسیار عالی و جذاب خواهد بود. جوینک در حدود ۶۰ کیلومتری شهرستان قزوین در بخش الموت غربی دهستان رجائی درشت واقع شده‌است آب هوای کوهستانی نسبتاً خنک دارد. از روستاهای همجوار می‌توان یارود – گرمک – سنبل آباد – شترک - صفرین – هلال آباد و کلمین می‌باشد. جمعیت این روستا حدود ۲۰۰خانوار و ۴۰۰نفر است که بیش از نیمی از آنها مهاجرند که در شهرهای قزوین، کرج، تهران، تاکستان، تنکابن و قم سکونت دارند. از محسنات افراد مهاجر این است که در اکثر مناسبت‌ها بخصوص نوروز و موقع برداشت محصولات و همچنین مناسبت‌های مذهبی مثل محرم و فاطمیه به روستا برمی گردند. زبان مردم محلی دیلمی نزدیک به گیلکی یا تاتی می‌باشد. روستای جوینک با زیست‌بومی منحصر به فرد و پیشینه ای کهن و دارای اماکن تاریخی به عنوان قلب فرهنگی الموت شناخته می‌شود و مرکز مجمع خادمین حضرت زهرا سلام الله علیها در این روستا می‌باشد که هر ساله بزرگ‌ترین مراسم ایام فاطمیه استان قزوین را در این روستا برگزار می‌نماید.

## آثار دیدنی روستای جوینک
۱- درخت چنار کهن‌سالی که بیش از ۱۰۰۰ سال سن دارد و در قسمت جنوب روستا واقع شده و طراوت خاصی به روستا می‌دهد
۲- قبرستان روستا از اماکن تاریخی بسیار جذاب و دیدنی است که مدفن ۲ شهید بزگوار شهید امامعلی رشوند از نخبگان دانشگاهی کشور و شهید جاویدالاثر حمید زارعی و همچنین محل دفن چند تن از علمای قدیم منطقه و روحانی جلیل‌القدر حجت السلام والمسلمین شیخ محسن محمدی می‌باشد
۳- امام زاده روستا بنام بی بی سکینه یا سیده ستکا فرزند پنجم زید بن علی بن حسین است
۴- غار جوینک ویا (اسکول) وجود غاری به طول ۳۰ متر  و به ارتفاع ۵متر و دارای ۲عدد ستون
۵- ساختار پلکانی روستا، چشم اندازبسیار زیبا و سر سبز باغات گیلاس، وگردو، فندق وغیره
۶- وجود چشمه‌های جوشان و طبیعی
٧- رودخانه و باغات اطراف آن
۸- آبشار ۵۰ متری کندوله
٩- باغستان هزار ساله جوینک
١٠- منطقه باستانی خدور
که هرساله تعداد زیادی مسافر از روستا دیدن می‌کنند

## کشاورزی
از مهم‌ترین تولیدات روستا انواع گیلاس– آلبالو - فندق - گردو – شاتوت – توت سفید - انجیر – انار – خرمالو – ازگیل – انگور –
و
غیره می‌باشد.

## جمعیت
براساس آخرین سرشماری عمومی نفوس و مسکن ایران سرشماری مرکز آمار در سال ۱۳۹۵جمعیت آن ۴۰۰ نفر(۲۰۰ خانوار) بوده‌است.